# Dobracsa
Dobracsa (macedónul: Добрача) település Észak-Macedóniában, az Északkeleti körzetben, Sztaro Nagoricsane községben.

## Népesség
| Lakosok száma | 230  | 255  | 246  | 184  | 155  | 100  | 92   | 76   | 49   |
|               | 1948 | 1953 | 1961 | 1971 | 1981 | 1991 | 1994 | 2002 | 2021 |

- 2002-ben 76 lakosa volt, akik közül 75 macedón és 1 szerb.